# Ferdinand Weigl
Ferdinand Weigl byl rakouský politik německé národnosti z Moravy; poslanec Moravského zemského sněmu.

## Biografie
Působil jako dědičný rychtář v Dětřichově (Dittersdorf). V téže obci byl dědičným rychtářem v polovině 19. století i Anton Weigl, který během revolučního roku 1848 zasedal coby poslanec Říšského sněmu. Ferdinand Weigl je uveden na novém zvonu na kostele v Dětřichově okres Moravská Třebová, kde je nápis: Angeschafft von Ferdinand Weigl, Erbrichter, und Johanna Heger, Grundbesitzerin, Dittersdorf 1883. Peter Hilzer k.k. Hofglockengießerei in Wiener-Neustadt 1883. V roce 1898 získal Zlatý záslužný kříž s korunou.
Koncem 19. století se zapojil i do vysoké politiky. V zemských volbách roku 1890 byl zvolen na Moravský zemský sněm, za kurii venkovských obcí, obvod Moravská Třebová, Svitavy, Jevíčko. Mandát zde obhájil v řádných zemských volbách roku 1896. V roce 1890 se uvádí jako německý liberální kandidát (tzv. Německá pokroková strana navazující na ústavověrný politický proud s liberální a centralistickou orientací). Stejně tak ve volbách roku 1896. Neúspěšně za německé liberály kandidoval i v zemských volbách roku 1902, ale porazil ho všeněmec Franz Josef Zoffl.